# KAI T-50 Golden Eagle

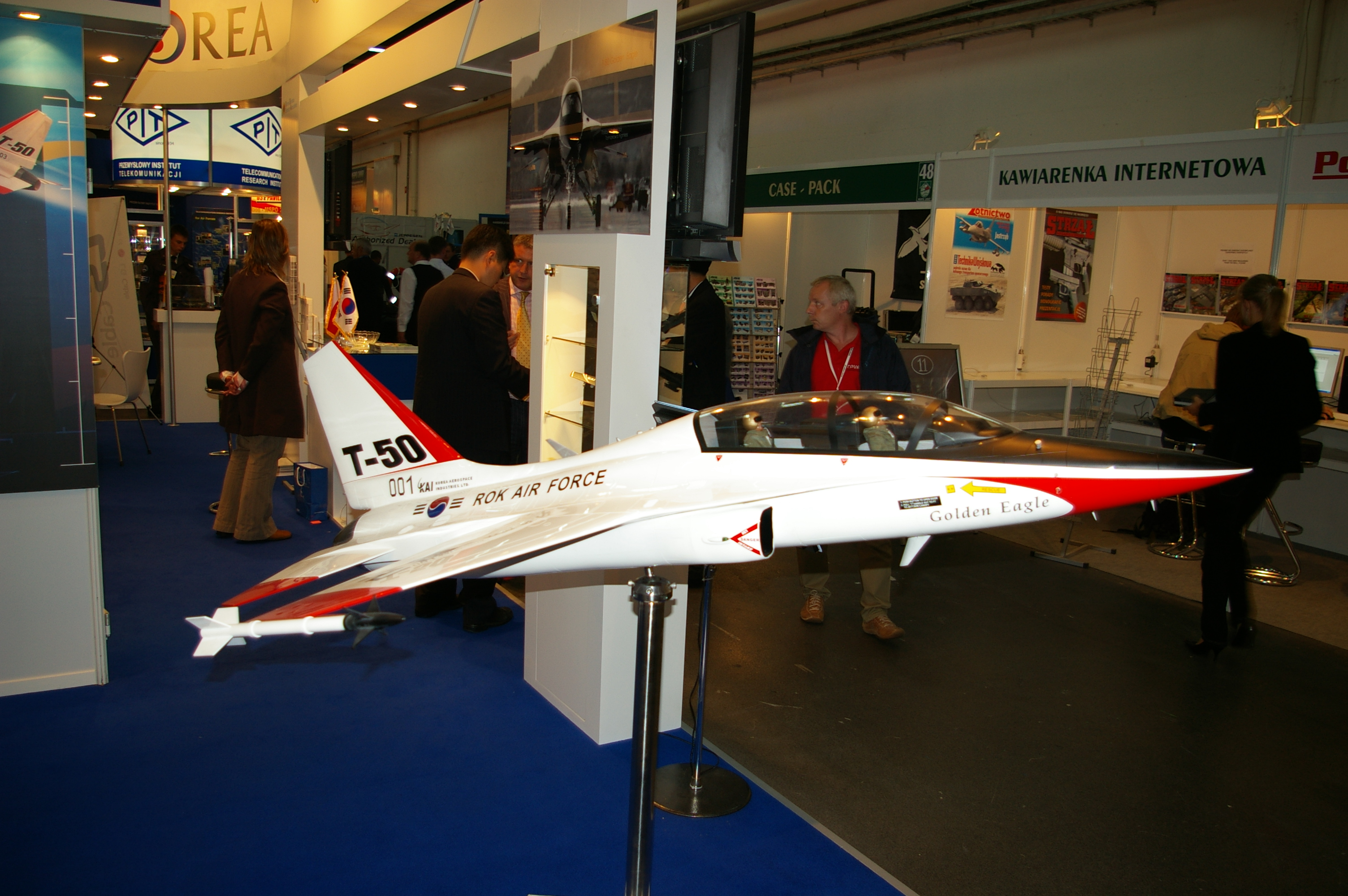
T-50 Golden Eagle in esposizione al MSPO 2007.

Il T-50 Golden Eagle (골든이글) è un addestratore avanzato monomotore sviluppato da una joint venture tra Corea del Sud e Stati Uniti. È stato progettato dalla K.A.I. (Korean Aerospace Industries) in collaborazione con la Lockheed Martin, alla fine degli anni novanta. Parte del programma è anche l'A-50, o T-50 LIFT, variante da attacco leggero del Golden Eagle. Il velivolo fino ad oggi è stato ordinato dalla Daehan Minguk Gonggun o Republic of Korea Air Force.

## Sviluppo
Il programma per la costruzione del T-50 è stato originariamente concepito negli anni '90 per sviluppare un aereo addestratore di produzione nazionale con la capacità di superare la velocità supersonica, per addestrare e preparare i piloti per gli F-16 e gli F-15, in sostituzione di aerei quali i T-38 e gli A-37 che erano fino ad allora in servizio con l'aviazione militare della Repubblica di Corea.
Il programma originario, nome in codice KTX-2, iniziò nel 1992,  ma il Ministero dell'Economia e delle Finanze sospese il KTX-2 nel 1995 a causa di problemi di bilancio.
Nonostante questo rallentamento il progetto di base del velivolo fu definito entro il 1999.
Lo sviluppo del velivolo è stato finanziato per il 13% dalla Lockheed Martin, per il 17% da Korea Aerospace Industries (KAI) e per il restante 70% dal governo della Corea del Sud.
Il velivolo fu formalmente designato come T-50 Golden Eagle nel febbraio 2000.
L'assemblaggio finale del primo T-50 ha avuto luogo tra il 15 gennaio e il 14 settembre 2001, il primo volo del velivolo ha avuto luogo nel mese di agosto 2002, e la valutazione iniziale operativa dal 28 luglio al 14 agosto 2003.
KAI e Lockheed Martin stanno perseguendo un programma di marketing congiunto per il T-50 a livello internazionale.
La forza aerea della Corea del Sud ha firmato un contratto di produzione per 25 T-50 nel dicembre 2003, con gli aeromobili che sono stati consegnati tra il 2005 e il 2009.

## Versioni
- T-50: versione per l'addestramento avanzato;
- T-50B: versione specifica per la pattuglia acrobatica della Corea del Sud Black Eagles;
- TA-50: configurazione studiata con una più completa capacità d'armamento per l'addestramento al tiro;
- FA-50: versione sviluppata appositamente per l'attacco leggero.

## Utilizzatori
Corea del Sud
- Daehan Minguk Gonggun

50 T-50 per addestramento avanzato (privi di radar e cannone interno), 10 T-50B (per la pattuglia acrobatica) e 22 TA-50 da addestramento pre-operativo (dotata di cannone e radar) ordinati, con consegne a partire dal 29 dicembre 2005. 60 FA-50 da attacco consegnati. Ulteriori 20 TA-50 Block 2 sono stati ordinati a giugno 2020.
 Filippine
- Hukbong Himpapawid ng Pilipinas

12 FA-50PH ordinati nel 2014. Consegne iniziate a novembre 2015 e completate il 31 maggio 2017 con la consegna degli ultimi due esemplari. Ulteriori 12 FA-50PH ordinati il 4 giugno 2025, con consegne che dovrebbero iniziare intorno al 2030.
 Indonesia
- Tentara Nasional Indonesia Angkatan Udara

16 ordinati nel 2011, consegnati tra il settembre 2013 ed il gennaio 2014, uno dei quali è andato perso in un incidente il 20 dicembre 2015 durante un Air Show. Ulteriori 6 TA-50 ordinati a luglio 2021.
 Iraq
- Al-Quwwat al-Jawwiyya al-'Iraqiyya

24 T-50IQ ordinati e tutti consegnati tra il dicembre 2013 ed il novembre 2019.
 Malaysia
- Tentera Udara Diraja Malaysia

18 FA-50 (più altri 18 in opzione) ordinati il 24 febbraio 2023, con consegne previste a partire dal 2026.
 Polonia
- Siły Powietrzne

48 FA-50PL ordinati il 16 settembre 2022 (selezionati ad agosto 2022), i primi 12 dei quali consegnati a fine 2023, mentre gli ulteriori 36 saranno consegnati successivamente.
 Thailandia
- Kongthap Akat Thai

4 ordinati nel 2015, consegnati a entro maggio 2018 e tutti in servizio al giugno 2019. Ulteriori 8 esemplari sono stati ordinati a luglio 2017. 2 T-50TH addizionali ordinati il 23 aprile 2021, che portano a 14 gli esemplari ordinati.

## Aerei comparabili
Italia
- Alenia Aermacchi M-346 Master;

 Cina
- Hongdu L-15 Lie Ying;

 Russia
- Yakovlev Yak-130;

 Iran
- HESA Shafaq